# Gifu Skate Rink
De Gifu Skate Rink (岐阜県クリスタルパーク恵那スケート場) is een ijsbaan in Ena in de prefectuur Gifu  in het midden van Japan. De openlucht-kunstijsbaan is geopend in 2005 en ligt op 347 meter boven zeeniveau.